# هدزویل (ویرجینیای غربی)
هدزویل (به انگلیسی: Headsville) یک منطقهٔ مسکونی در ایالات متحده آمریکا است که در شهرستان مینرال، ویرجینیای غربی واقع شده‌است.